# Microbianor golovatchi
Microbianor golovatchi là một loài nhện trong họ Salticidae.
Loài này thuộc chi Microbianor. Microbianor golovatchi được Dmitri Viktorovich Logunov miêu tả năm 2000.